# 特羅氏雅首海鯰
特羅氏雅首海鯰為輻鰭魚綱鯰形目海鯰科的其中一種，分布於印度洋的南非海域，體長可達50公分，棲息在沿岸溫暖的淺海域，屬肉食性，以魚類、甲殼類等為食。

## 擴展閱讀
維基物種上的相關：特羅氏雅首海鯰